# Myszyniec
Myszyniec é um município da Polônia, na voivodia da Mazóvia e no condado de Ostrołęka. Estende-se por uma área de 10,74 km², com 3 397 habitantes, segundo os censos de 2016, com uma densidade de 301,2 hab/km².